# Alfred Piccaver

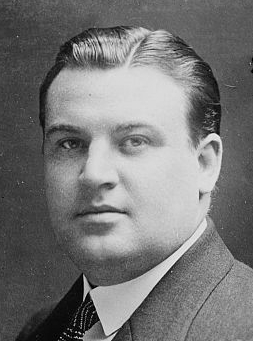
Alfred Piccaver (1920)
Foto: Ludwig Gutmann

Alfred Piccaver, eigentlich Peckover (* 23. Februar 1884 in Long Sutton bei Spalding, Grafschaft Lincolnshire, England; † 23. September 1958 in Wien) war ein britisch-amerikanischer Opernsänger (Tenor).

## Werdegang
Alfred Piccavers Eltern, teilweise mit spanischen Vorfahren, wanderten 1885 mit ihm in die USA aus und lebten in Albany. Sein Vater, Frederic Hermann Piccaver, arbeitete als Chemiker. Er studierte zunächst in New York Elektronik und arbeitete zeitweilig in den Laboratorien von Thomas Alva Edison. Aufgrund seiner großen musikalischen Begabung erhielt er 1905 ein Stipendium der Metropolitan Opera. Heinrich Conried, Direktor der „Met“, erkannte sein Talent und sandte ihn 1907 zu Angelo Neumann ans Prager Nationaltheater. Dort setzte er seine Ausbildung bei Ludmilla Prohaska-Neumann sowie später in Mailand fort, übernahm aber auch schon Bühnenrollen. Seine Antrittsvorstellung am 9. September 1907 war der Fenton in Nicolais Die lustigen Weiber von Windsor. Während der nächsten drei Jahre bildeten Opern von Flotow, Gounod, Mozart, Puccini, Verdi und Wagner den Schwerpunkt seine Repertoires.
Über eine Einladung von Mattia Battistini, auf den Piccaver großen Eindruck gemacht hatte, trat er 1910 erstmals am k.k. Hof-Operntheater in Wien auf. Aber erst nach Ablauf seines Prager Vertrages konnte Piccaver nach Wien ziehen, wo er dann 1912–31 und 1933–37 Mitglied des Ensembles war und zum Liebling des Wiener Publikums wurde. Andererseits genoss auch er die Zeit in Wien dermaßen, dass er ein Vertragsangebot der Met ausschlug. Als Gast trat er zwischen 1923 und 1925 an der Oper in Chicago und 1925 an der Covent Garden Opera in London auf. 1931 kam es wegen (bereits 1927 ausgebrochener) Meinungsverschiedenheiten über die Höhe seiner Gage zu keiner Vertragsverlängerung mit dem Wiener Operntheater. Dazwischen trat er in Österreich nur als Gast auf, seine Tourneen führten ihn zu den Salzburger Festspielen (so gab er 1927 den Don Ottavio in Don Juan), nach München, Dresden, Budapest, Berlin, Stockholm und Paris. Ab 1. Jänner 1933 war Piccaver wieder Mitglied des Wiener Operntheaters, er blieb es bis 1. September 1937.
Die politische Situation in Österreich und Deutschland bewogen ihn 1937 zur Emigration nach Großbritannien. Neben Auftritten im Konzertsaal und Rundfunkstudio war er nunmehr auch als Pädagoge tätig. 1955 kehrte er nach Wien zurück und nahm am 5. November des Jahres als Ehrengast an der Wiedereröffnung der Wiener Staatsoper teil.

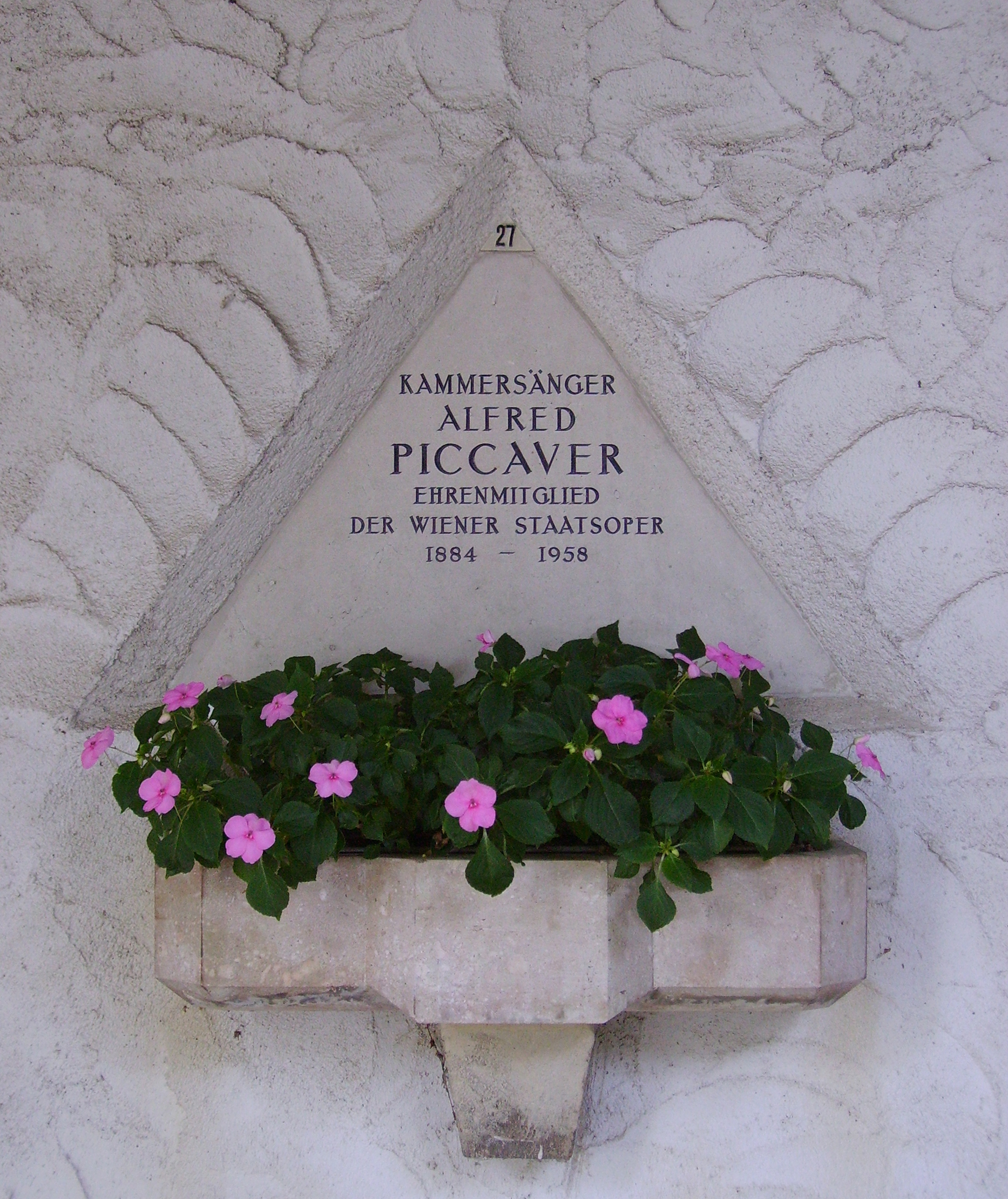
Urnennische von Alfred Piccaver

Das Publikum liebte Piccaver wegen seiner schönen Tenorstimme und seines großen Tonumfangs. Piccaver brillierte vor allem als Rodolfo, (Puccini nannte ihn „meinen idealen Rodolfo“) Cavaradossi, Canio, Radames, Florestan, Lensky und Walther. Tondokumente seiner Gesangskunst haben sich bis heute erhalten, nachdem er bereits ab 1912 auch Aufnahmen für die Schallplatte einspielte, zuerst für Odeon, später für Vox, Polydor, Deutsche Grammophon, Vocalion und Decca.
Er wurde in einem ehrenhalber gewidmeten Grab in einer Urnennische in den Arkadengängen der Feuerhalle Simmering beigesetzt (Abteilung ALI, Nummer 27).
Seine Stimme ist durch zahlreiche Aufnahmen für Odeon (Berlin 1912, 1914 und Wien 1920), Vox (Berlin 1921), Grammophon (Berlin 1923 und 1928–30), Decca (London 1932 und 1940) sowie Brunswick (London 1939) überliefert.

## Film
- 1933: Abenteuer am Lido

## Auszeichnungen
- 1917: Ernennung zum österreichischen Kammersänger
- 1926: Ernennung zum Ehrenmitglied der Wiener Staatsoper
- 1975: In Hütteldorf im 14. Wiener Gemeindebezirk Penzing wurde der Piccaverweg nach ihm benannt.